# Vally Weigl
Vally Weigl (geboren 11. September 1894 in Wien, Österreich-Ungarn; gestorben 25. Dezember 1982 in New York, NY, USA) war eine österreichisch-amerikanische Komponistin und Musiktherapeutin.

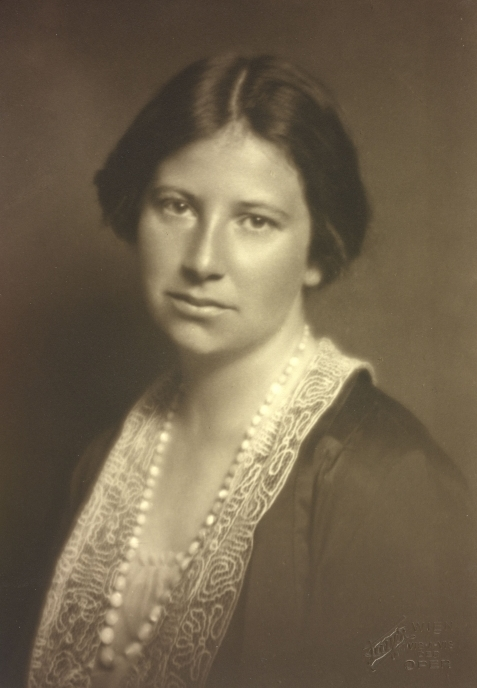
Aufnahme von Georg Fayer (1927)

## Leben
Valerie Pick wurde 1894 als Tochter des Rechtsanwalts Josef Pick und seiner Frau Charlotte, geb. Rubinstein, in Wien geboren. Ihre Schwester war Käthe Leichter. In der nicht-orthodoxen jüdischen Familie wurden die beiden Töchter streng erzogen, aber ebenso in ihrer Bildung gefördert. Die beiden Mädchen, die oft gleich gekleidet waren, besuchten das Wiener Mädchenlyzeum für Beamtentöchter und absolvierten die Matura. Die tänzerische und musikalische Begabung Vally Picks zeigte sich schon in frühester Jugend. Sie erhielt Gymnastik-, Tanz- und Klavierunterricht. Nach dem Abitur studierte sie Musikwissenschaft, Psychologie, Philosophie und Musikpädagogik der Universität Wien. Sie besuchte Veranstaltungen bei Guido Adler und nahm Kompositionsunterricht bei Karl Weigl. Um den Lebensunterhalt für die Familie zu verdienen, ging sie 1920 nach Amsterdam und verdiente dort ihren Lebensunterhalt als Übersetzerin für Deutsch, Englisch, Französisch, Italienisch und Holländisch für Edo Fimmen, den Generalsekretär der International Transport Workers Union. 1921 kehrte sie nach Wien zurück und heiratete ihren ehemaligen Lehrer Karl Weigl. Sie nahm ihre Tätigkeit als Musiklehrerin und Pianistin wieder auf und trat insbesondere mit ihrem Mann in Duo-Rezitativen auf. 1926 wurde der gemeinsame Sohn Johannes Wolfgang (John) geboren. Durch den Anschluss Österreichs wurde sie zur Flucht gezwungen und emigrierte 1938, gemeinsam mit ihrem Mann und ihrem Sohn, in die USA. Ihre Mutter nahm sich nach der Verhaftung der Tochter Käthe durch die Gestapo 1939 das Leben.
Die Anfangszeiten des Exils waren von den Schwierigkeiten des Ehepaars Weigl, in ihrer neuen Heimat Fuß zu fassen, gekennzeichnet. Während der 1949 verstorbene Karl Weigl nicht mehr an seine Erfolge als Komponist und Lehrer in Wien anknüpfen konnte, begann Vally Weigl mit ersten Kompositionen. Sie arbeitete als Lehrerin für Musik und Sprachen sowie als Übersetzerin in New York und Pennsylvania, wenn auch ohne feste Anstellung. Nach dem Tod ihres Mannes zog sie sich eine Schulterverletzung zu, wodurch sie das Klavierspielen aufgeben musste. Sie begann am Teacher’s College der Columbia University ein Studium der Musiktherapie, welches sie 1953 abschloss, und wirkte als Musiktherapeutin in Krankenhäusern, Forschungseinrichtungen und Colleges.

## Wirken
Weigl begann bereits in Wien erste Ansätze zur Musiktherapie zu entwickeln, die durch den Einfluss des Nationalsozialismus und die damit verbundene Migration Weigls in Österreich zunächst nicht weitergeführt wurden. Ihre Ansätze fundierten in den pädagogischen und psychotherapeutischen Reformbewegungen Wiens, zu der auch die Rhythmisch-musikalische Erziehung gehörte. Nach dem Studium der Musiktherapie in New York nahm sie ihre musiktherapeutischen Tätigkeiten wieder auf und nahm eine wichtige Brückenfunktion zur Etablierung einer Musiktherapie als eigenständiger Fachrichtung ein. Sie gilt als eine der Pionierinnen der Musiktherapie. Ihr musiktherapeutisches Handeln wird als äußerst flexibel beschrieben.
Weigl legte im Laufe der Jahre ein umfangreiches Werk mit Klavier-, Kammermusik- und Vokalkompositionen vor, die zum Teil auch gedruckt wurden. Obwohl sie im Alter an zunehmender Gehörlosigkeit litt, sind auch Kompositionen aus ihren letzten Lebensjahren überliefert.
Daneben engagierte Weigl sich bei den Quäkern, die ihr bei der Flucht aus Österreich geholfen hatten. Für die Society of Friends’ Arts for World Unity Organization veranstaltete sie in Kirchen, Synagogen, Kulturzentren und Colleges aller Konfessionen kulturelle Programme mit Konzerten, Theateraufführungen, Lesungen und Ausstellungen und blieb bis ins hohe Alter aktiv.
Im Jahr 2009 wurde in Wien-Favoriten (10. Bezirk) die Vally-Weigl-Gasse nach ihr benannt.

## Kompositionen (Auswahl)
- Toccatina pour Piano
- Nature Moods for Tenor, Clarinet and Violin
- New England Suite for Clarinet, Violoncello and Piano
- Songs of Remembrance (Poèmes de Emily Dickinson)
- Dear Earth for Baritone, Horn, Violin, Cello, and Piano, words by Frederika Blankner
- Brief Encounters for Clarinet, Horn, Bassoon, and Oboe
- Songs of Love and Leaving for Mezzo-soprano, Baritone, Clarinet and Piano, words by Carl Sandburg
- Echoes from Poems
- Lyrical Suite for Voice, Piano, Flute and Cello
- Songs from „Do not Awake Me“
- Songs from „No Boundary“ for Voice, Piano, Flute and Cello
- Songs Newly Seen in the Dusk
- Songs of Remembrance
- Requiem for Allison
- In Springtime pour Voix et Piano
- Oiseau de la Vie pour Flûte
- Old Time Burlesque pour Alto et Piano[4][5]

## Publikationen (Auswahl)
- Music as an Adjunctiv Therapy in the Training of Children with Cerebral Palsy. In: Cerebral Palsy Review. Developmental Patterns and Needis of the Child with Cerebral Palsy: Age 6-12, Band 15, Oktober 1954, Nummer 10, S. 9–10. (englisch)
- Functional Music with Cerebral Palsied Children. In: Music Therapy, 1954, S. 135–143. (englisch)
- Functional Music, a Therapeutich Tool in Working with the Mentally Retarded. In: American Journal of Mental Deficienca. Band 63, Nummer 4, Januar 1959, S. 671–678. (englisch)
- The Rhythmical Approach in Music Therapy. In: Music Therapy, 1963, S. 71–80. (englisch)